# Diana Harshbarger
Diana Lynn Harshbarger, född 1 januari 1960 i Kingsport i Tennessee, är en amerikansk apotekare och politiker (republikan). Hon är ledamot av USA:s representanthus sedan 2021.
Hon gick i skola i Ketron High School i Kingsport i Tennessee, studerade sedan vid East Tennessee State University och utexaminerades 1987 från Mercer University.